# 埃斯特万·格拉纳多斯
奥斯卡·埃斯特万·格拉纳多斯（西班牙語：Óscar Esteban Granados，1985年10月25日—），哥斯达黎加男子足球运动员，司职中场。他曾代表哥斯达黎加参加2009年美洲金盃和2014年国际足联世界杯。